# The Winslow Sessions
The Winslow Sessions è il secondo EP del duo statunitense Karmin, pubblicato il 16 febbraio 2011.

## Tracce
1. Everything is right – 3:11
2. Remembered – 4:08
3. Carbon Copy – 3:07
4. Gold – 3:23
5. Take It Away – 3:21
6. I Suppose (Bonus Track Live) – 3:10
7. Can You Tell Me (Bonus Track Live) – 3:39